# Samuel Alexander
Samuel Alexander (Sydney, 6 de janeiro de 1859 — Manchester, 13 de setembro de 1938) foi um filósofo australiano.
Estudou filosofia na Universidade de Oxford e psicologia experimental na Universidade de Friburgo. Foi professor de filosofia na Universidade de Manchester (1893-1924).
Apesar de ser um realista, que consiste no ponto de vista de que temos conhecimento de um mundo que é independente da mente, defendeu uma doutrina evolucionista do mundo. Todavia, é uma doutrina que aponta numa direcção a tender para uma divindade ideal irrealizável, o que o aproxima mais do idealismo absoluto hegeliano, que é uma doutrina rival do realismo.
Alexander apresentou as suas teorias nas Palestras Gifford de 1916 a 1918, publicadas em 1920 em livro sob o título "Space, Time, and Deity". O espaço-tempo é concebido como a substância básica do universo. Seguindo a crítica da razão pura de Kant, as suas características são ubíquas, a partir das quais se desenvolvem as qualidades da matéria e as qualidades secundárias (vida e mente). Não há níveis de realidade como concebiam os idealistas. Por exemplo, as mentes existem simplesmente conjuntamente com todo o resto. Os valores, que surgem de uma certa relação entre as mentes e o mundo, foram tema de um volume suplementar sob o título "Beauty and others forms of value" (1933).